# Currito de la Cruz (película de 1936)
Currito de la Cruz es una película española de drama estrenada en 1936 en Palacio de la Música de Madrid, coescrita y dirigida por Fernando Delgado de Lara y protagonizada en el papel principal por Antonio Vico Camarero.
Se trata de una adaptación de la novela homónima del escritor español Alejandro Pérez Lugín que anteriormente fue llevada al cine en 1926 y con posterioridad en 1949 y 1965. 
Se trata de una película perdida, ya que no se conserva ninguna copia de la misma.

## Sinopsis
Currito de la Cruz es un torero que, tras salir como espontáneo en la sevillana plaza de toros de La Maestranza, consigue forjarse un futuro en el mundo de la tauromaquia. Está enamorado de Rocío, la hija de su descubridor y mentor. No obstante ella se escapa con Romerita, otro torero rival de su padre.

## Reparto
- Antonio Vico Camarero - Currito de la Cruz
- Elisa Ruiz Romero - Rocío Carmona
- José Rivero - Manuel Carmona
- Antonio García 'Maravilla' - Ángel Romera 'Romerita'
- Ana Adamuz - Manuela "La Gallega"
- Carmen Viance - Sor María del Amor Hermoso
- Eduardo Pedrote - Copita
- Emilio Santiago - Gazuza
- Ana de Leyva - Teresa
- Francisca Campos - Dolores
- Nicolás D. Perchicot - Padre Almanzor
- Amparo Villegas - Madre Abadesa
- Antonio Soto - Pollo
- José Ortega - El Pintao